# Pancheraccia
Pancheraccia é uma comuna francesa na região administrativa da Córsega, no departamento de Alta Córsega. Estende-se por uma área de 14,35 km². 